# Kévin Lalouette
Kévin Lalouette (Abbeville, 18 de febrer de 1984), és un ciclista francès, membre de l'equip amateur EC Raismes Petite-Forêt. Fou professional del 2011 al 2013 amb l'equip Roubaix Lille Métropole.

## Palmarès
- 2006
  - Vencedor d'una etapa al Tour de l'Haut-Anjou
- 2007
  - 1r al Trophée des champions
  - 1r al Premi des blés d'or a la Mi-août en Bretagne
- 2009
  - Vencedor d'una etapa al Saint-Brieuc Agglo Tour
  - 1r als Tres dies de Cherbourg
- 2010
  - 1r al Saint-Brieuc Agglo Tour i vencedor d'una etapa
  - Vencedor d'una etapa al Boucle de l'Artois
  - Vencedor d'una etapa al Tour de la Manche
  - Vencedor d'una etapa als Tres dies de Cherbourg
- 2013
  - 1r al Gran Premi de Gommegnies
- 2014
  - 1r al Gran Premi de Blangy-sur-Bresle
- 2015
  - 1r al Gran Premi de Luneray
  - Vencedor d'una etapa al Tour de la Manche
  - Vencedor d'una etapa a La SportBreizh
- 2016
  - 1r al Circuit de Valònia